# Supercoupe de Catalogne de football
La Supercoupe de Catalogne (catalan: Supercopa de Catalunya) est une compétition de football organisée par la Fédération catalane de football (FCF) depuis 2014. Cette compétition réunis les deux clubs catalans les mieux classés dans LaLiga.

## Résultats
|         | Date       | Vainqueur             | Score             | Finaliste             |  |
| ------- | ---------- | --------------------- | ----------------- | --------------------- |  |
| finale, | 29/10/2014 | FC Barcelone          | 1 - 1 (4 - 2 tab) | Espanyol de Barcelone |  |
| finale, | 25/10/2016 | Espanyol de Barcelone | 1 - 0             | FC Barcelone          |  |
| finale, | 07/03/2018 | FC Barcelone          | 0 - 0 (4 - 2 tab) | Espanyol de Barcelone |  |
| finale  | 06/03/2019 | Girona FC             | 1 - 0             | FC Barcelone          |  |

## Palmarès par club
| Clubs        | Victoires | Finales disputées |
| ------------ | --------- | ----------------- |
| FC Barcelone | 2         | 2                 |
| RCD Español  | 1         | 2                 |
| Girona FC    | 1         | 1                 |